# رهسپار (ترانه)
رهسپار یا وُیاژُر (به انگلیسی: Voyageur)، تک‌آهنگی خلق‌شده به وسیلهٔ پروژهٔ موسیقی انیگما و محصول سال ۲۰۰۳ می‌باشد. این ترانه، دومین تک‌آهنگی بود که از آلبوم پنحم این گروه، ویاژر عرضه می‌شد. موزیک ویدیو این آهنگ در پراگ، جمهوری چک فیلمبرداری شده‌است.

## فهرست تک‌آهنگی
1. «Voyageur (نسخهٔ Radio Edit)» – مدت: ۳:۵۳
2. «Voyageur (نسخهٔ Club Mix)» – مدت: ۶:۲۱
3. «Voyageur (نسخهٔ Chillout Mix)» – مدت: ۴:۵۲
4. «Voyageur (نسخهٔ Dance Mix)» – مدت: ۵:۲۹